# Bhatni Bazar
Bhatni Bazar é uma cidade e uma nagar panchayat no distrito de Deoria, no estado indiano de Uttar Pradesh.

## Demografia
Segundo o censo de 2001, Bhatni Bazar tinha uma população de 14,381 habitantes. Os indivíduos do sexo masculino constituem 52% da população e os do sexo feminino 48%. Bhatni Bazar tem uma taxa de literacia de 64%, superior à média nacional de 59.5%; a literacia no sexo masculino é de 76% e no sexo feminino é de 52%. 16% da população está abaixo dos 6 anos de idade.